# Cantone di Archiac
Il Cantone di Archiac era una divisione amministrativa dell'arrondissement di Confolens.
A seguito della riforma approvata con decreto del 27 febbraio 2014, che ha avuto attuazione dopo le elezioni dipartimentali del 2015, è stato soppresso.

## Composizione
Comprendeva i comuni di:
- Allas-Champagne
- Archiac
- Arthenac
- Brie-sous-Archiac
- Celles
- Cierzac
- Germignac
- Jarnac-Champagne
- Lonzac
- Neuillac
- Neulles
- Saint-Ciers-Champagne
- Saint-Eugène
- Saint-Germain-de-Vibrac
- Sainte-Lheurine
- Saint-Maigrin
- Saint-Martial-sur-Né